# 魔法 (ゲーム会社)
魔法株式会社（まほう、Magical Company Ltd.）は、コンピュータゲームの制作・販売を主な事業内容とする日本の企業。

## 会社概要
1985年、兵庫県神戸市に設立。旧社名は「ホームデータ」。ホームデータの頃はソフトウェア開発専業で、1993年に創立10周年記念として社名を変更し、それを機に自社ブランドによるパブリッシング事業を開始した。。
アーケードゲーム（主に脱衣麻雀ゲームなど）の開発、アーケードからパソコン、ゲーム機などへの移植作にも携わる。OEM開発も多い。
携帯電話用アプリケーション制作・パチンコ・パチスロ用液晶の開発も行っている。
1998年から2001年までテーマパーク「ねこ.だいすき」を運営していた。

## 主なソフト

### アーケードゲーム（ホームデータ時代）
- 麻雀放浪記シリーズ
- 麻雀クリニック
- 麻雀個人教授
- 麻雀ビタミンC -あなたが先生よ!
- 麻雀レモンエンジェル
- 霊界導士
- バトルクライ
- 麻雀禁じられたあそび イケイケ教師の欲望
- ヘルメティカ - ロケテストのみ。後に任天堂により同ゲームの権利を譲渡されトーセとの共同開発によりタイトルをヨッシーのクッキーに変更され家庭用ゲームソフト(ファミコン、ゲームボーイ、スーパーファミコン)として発売された。

### コンシューマ向け

#### ホームデータ名義
- スクーン - 発売元はアイレム（現アイレムソフトウェアエンジニアリング）。
- 鉄腕アトム - ファミリーコンピュータ用ソフト。発売元はKONAMI。
- コズミックイプシロン - 発売元はアスミック。
- テトラスター - 発売元はタイトー。

- 早打ちスーパー囲碁 - ファミリーコンピュータ用ソフト。発売元はナムコ（現バンダイナムコエンターテインメント）。
- 将棋修行 初段一直線 - PCエンジン用ソフト。
- ドラゴンズアイ プラス 上海III - メガドライブ用ソフト。

#### 魔法名義
- 甲子園シリーズ
- Little League Baseball: Championship Series（リトルリーグ野球 - チャンピオンシップシリーズ） - Activision（アタリ）との共同開発・制作したリトルリーグを題材にした野球ゲーム。
- 花火職人になろうシリーズ
- 将棋最強シリーズ
- マジカルスポーツシリーズ
- QUIQUI
- 三国群英伝

### 移植作品
- マーブルマッドネス
- 餓狼伝説シリーズ